# Rousine
Der Rousine ist ein kleiner Fluss in Frankreich, der in der Region Provence-Alpes-Côte d’Azur verläuft. Er entspringt unter dem Namen Torrent de la Selle an der Gemeindegrenze von Gap und La Roche-des-Arnauds, entwässert generell in südlicher Richtung und mündet nach rund 18 Kilometern im Gemeindegebiet von Curbans, knapp an der Grenze zur Nachbargemeinde La Saulce als rechter Nebenfluss in die Durance. Auf seinem Weg durchquert der Fluss das Département Hautes-Alpes und erreicht erst bei seiner Mündung für wenige Meter das Département Alpes-de-Haute-Provence.
Im Oberlauf quert die Bahnstrecke Veynes–Briançon den Fluss, dessen Tal dazu mit dem Viaduc de la Selle überspannt wird. Danach folgt dem Flussverlauf weitgehend ein Abschnitt der Route Napoléon. Im Unterlauf passiert der Rousine den Flugplatz Aerodrome de Gap–Tallard.

## Orte am Fluss
(Reihenfolge in Fließrichtung)
- Base Corréo, Gemeinde La Roche-des-Arnauds
- Les Barrets, Gemeinde Gap
- La Selle, Gemeinde La Freissinouse
- Saint-Jean, Gemeinde Gap
- Pré Martel, Gemeinde Neffes
- Serre Niou, Gemeinde Neffes
- Chaillol, Gemeinde Neffes
- Château la Croix, Gemeinde Tallard
- Le Moulin de Gilles, Gemeinde Tallard